# Mas de la Vall (Benifallet)
El Mas de la Vall és un edifici del municipi de Benifallet (Baix Ebre) inclosa en l'Inventari del Patrimoni Arquitectònic de Catalunya.

## Descripció
Es tracta d'una masia emplaçada en la riba esquerra de la vall que forma el riu Canaletes en les proximitats de la seva desembocadura a l'Ebre, i que es coneix com La Vall. Molt a prop també de l'estació de tren de Benifallet, actualment en desús.
Hi ha tres estructures principals: l'habitatge principal a la part més baixa, un magatzem paral·lel i, més amunt, una establia-habitatge a la part més alta i situada perpendicularment als dos primers. També hi ha altres dependències menors: d'emmagatzematge, d'estabulació, garatges, habitacions pels pagesos que treballaven la terra, etc. Els materials constructius són: fusta, pedra, morter i totxos. Les teulades són a doble vessant i l'exterior d'alguns dels edificis estan arrebossats amb ciment. La masia no és habitada permanentment, però els camps que l'envolten, bàsicament destinats a arbres fruiters com el presseguer, estan en molt bon estat.